# ポルトガルによるバンダ・オリエンタル侵攻 (1811年-1812年)
ポルトガルによるバンダ・オリエンタル侵攻（ポルトガルによるバンダ・オリエンタルしんこう）は1811年から1812年まで、ポルトガル帝国によるスペインのリオ・デ・ラ・プラタ副王領の残りの領土を併合する試み。この試みは失敗した。

## 背景

### バンダ・オリエンタルの争奪

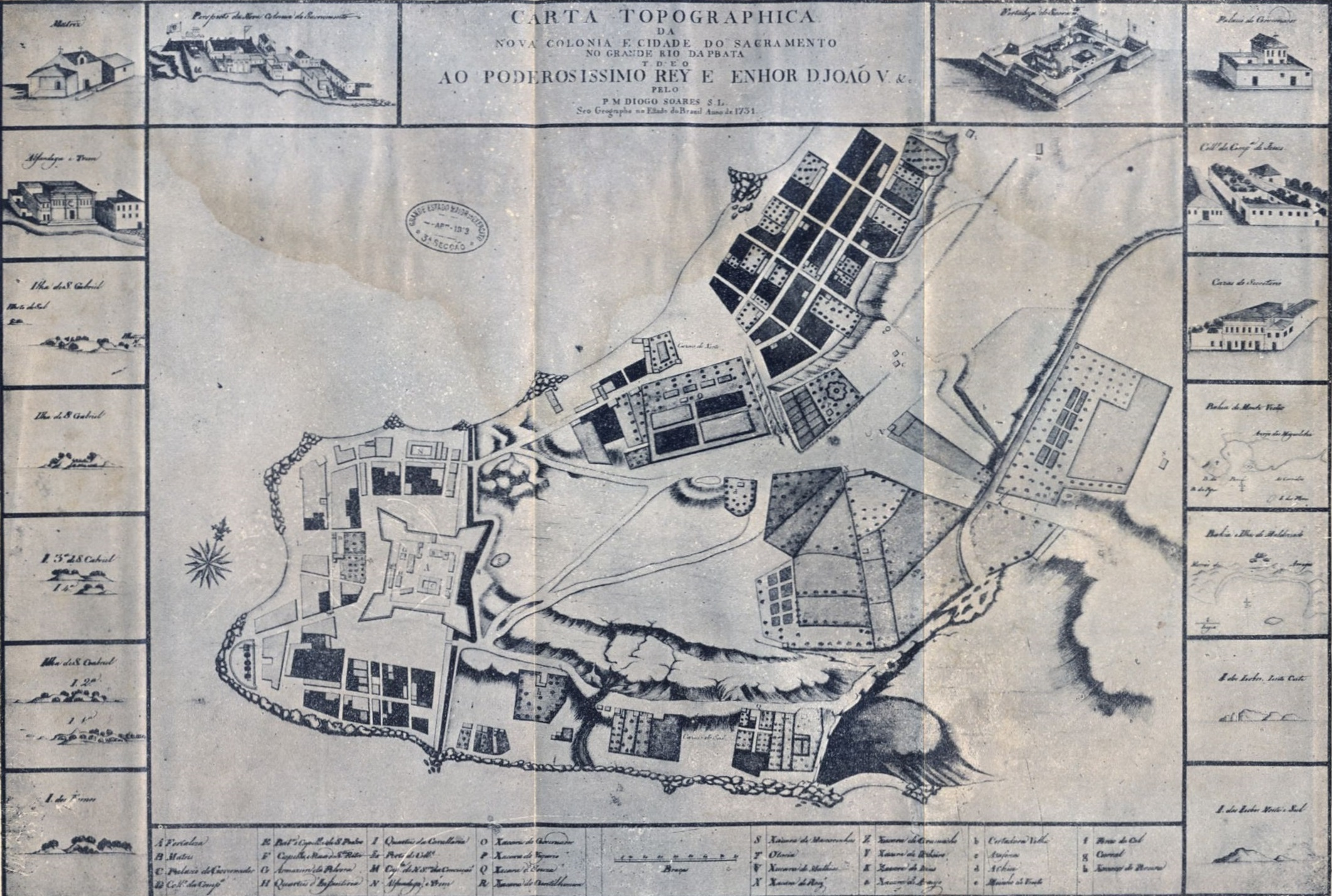
コロニア・ド・サンティシモ・サクラメントの地図、1731年。

ポルトガル王国は南アメリカのラプラタ川東岸を海上帝国の最も裕福な植民地であるブラジルの自然境界として、長らくそれを確保しようとしていた。1680年、ポルトガルはラプラタ川東岸におけるヨーロッパ初の集落コロニア・ド・サンティシモ・サクラメントを建設した。コロニア・ド・サンティシモ・サクラメントは主にイスパノアメリカの貿易中心地であったブエノスアイレスとブラジルの間で密輸活動を行うための港口として機能した。サクラメントはブエノスアイレスから船で数時間の距離だったが、ポルトガルのほかの領地からは遠く、例えばブラジルの首都リオデジャネイロまでは船で2週間かかる。しかし、ブラジル南部の守備と発展は遅く、サクラメントの人口がポルトガル治下で3千人以上になることはなかった。
スペインは自身の帝国の領土としている地域に集落が建設されたことを見逃さなかった。ブエノスアイレスのスペイン当局は1494年のトルデシリャス条約によりコロニア・ド・サンティシモ・サクラメント地域はスペイン領であると抗議、ポルトガルの撤退を要求した。ポルトガルはトルデシリャス条約がラプラタ川東岸のポルトガル帰属を定めたとして撤退を拒否した。実際にはこの条約はラプラタ川東岸をポルトガル領とは定めておらず、スペインとポルトガルの認識が食い違った理由は国境線の測定の誤りだった。サクラメントは建設から数か月後にスペインに占領されたが、1683年にポルトガルに返還された。スペイン継承戦争中の1704年、スペイン軍は再び攻撃を仕掛けてサクラメントを占領、ユトレヒト条約が締結された後の1716年にようやくポルトガルに返還した。
1723年、ポルトガルは遠征小隊を派遣、サクラメントから南東のモンテビデオで植民地を建設したが、植民地への支援が足りず1724年には放棄された。スペインは機に乗じて1726年にモンテビデオで植民地を建設した。領土紛争を解決すべく、スペインとポルトガルは1750年にマドリード条約を締結して、スペインのサクラメント支配とポルトガルのミシオネス・オリエンタレス（現ブラジル領リオグランデ・ド・スル州西部）領有を認めたが、両国とも条約で定められた義務を果たさず、結局マドリード条約は1761年のエル・パルド条約で廃棄された。そして、スペインは1777年の第一次サン・イルデフォンソ条約でようやくサクラメントを獲得した。サン・イルデフォンソ条約によりスペインがバンダ・オリエンタル（「東部河岸」）全体を領有することとなった。

### スペイン植民地の危機

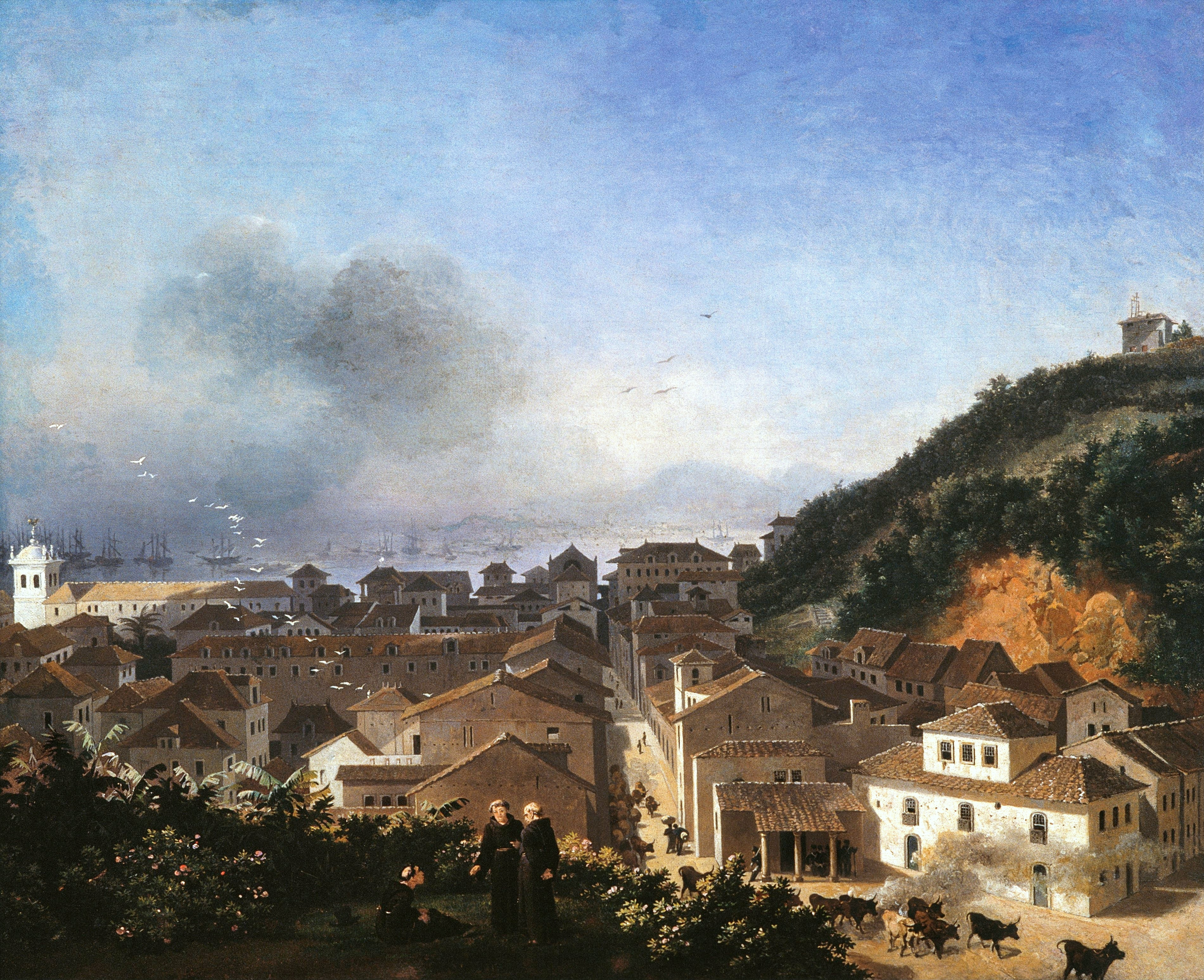
エスタード・ド・ブラジル（「ブラジル国」）の首都リオデジャネイロ。

フランス革命戦争中の1801年、スペインがフランスに味方してポルトガルを攻撃したため、オレンジ戦争が勃発した。戦闘自体はお互いに勝負ありだったが、結果はポルトガルの利益にかなうものだった。ポルトガルはスペインとの国境にあるオリヴェンサをスペインに割譲したが、南米の領土を拡大した。ポルトガルはスペイン住民を追放してマットグロッソ総督領の領土を拡大、ポルトガルの支配をアパ川まで伸びた。リオグランデ・ド・スルでもミシオネス・オリエンタレスを征服、ジャグアラン川とその南のシュイ川まで領土を拡大した。この状態は1801年のバダホス条約でも暗黙に承認された。
フランス＝スペイン同盟は短命だった。フランス皇帝ナポレオン・ボナパルトが同盟者のスペイン王フェルナンド7世を裏切って彼を逮捕、追放して、自身の兄ジョゼフ・ボナパルトを王位につかせたのである。イスパノアメリカの植民地はジョゼフの王位を認めず、引き続きフェルナンド7世を支持した。歴史家のダナ・ガードナー・マンロー（Dana Gardner Munro）によると、「国王の廃位により、米州における彼の代表の立場が不安定になった。行政の各部署の間はすでに紛争を起こしていたが、より高い権威が存在しなくなったことで紛争が激化した」。スペインの南米植民地の1つであるリオ・デ・ラ・プラタ副王領もその問題に直面した。ブエノスアイレスの諸党派が権力闘争に明け暮れたのであった。1810年の五月革命で副王バルタサール・イダルゴ・デ・シスネロスが失脚、代わりにスペイン人を先祖とするクリオーリョで構成されるプリメラ・フンタが設立された。
一方、ヨーロッパではポルトガルがフランスとスペインによる侵攻に直面しており、ポルトガル王家は1808年初にブラジル首都リオデジャネイロに移転した。摂政王太子ジョアン（後のポルトガル王ジョアン6世）は報復を計画した。彼はフランス領ギアナの侵攻を命じ、1809年1月に成功した。彼は続いてリオ・デ・ラ・プラタ副王領に注目した。副王領は内紛の最中にあり、現地貴族はフェルナンド7世を君主に戴いて自治体を形成しようとしたが、より野心的な一派はスペイン国王からの完全独立を目指した。

### ポルトガルの領土拡張への野心

1811年時点のプラタ地域。陰影をつけている部分は領土紛争がある地域。

シスネロスの後任としてスペインから派遣されたフランシスコ・ハビエル・デ・エリオは1811年1月に到着した。エリオははじめブエノスアイレスで上陸しようとしたがフンタに阻止されたため代わりにバンダ・オリエンタルのモンテビデオ港で上陸した。ブエノスアイレスのフンタもエリオも自身が正当な政府であると主張、副王領の全領土を支配しようとした。ブエノスアイレスのフンタはマヌエル・ベルグラーノの軍勢を派遣してパラグアイへの遠征を起こしたが失敗、ベルグラーノは王党派軍勢からの抵抗を受けると撤退した。その最中の2月13日にはエリオがブエノスアイレスのフンタに宣戦布告した。ホセ・ヘルバシオ・アルティーガス率いるオリエンタレス（「東方人」）は直後にエリオに反乱、アセンシオの叫びでブエノスアイレス政府支持を表明した。パラグアイから戻ってきたベルグラーノの軍勢はオリエンタレスの反乱に参加した。その結果、反乱軍の人数は3千人に上がり、指揮官をベルグラーノ、副指揮官をアルティーガスとした。
反乱軍はバンダ・オリエンタルの町の大半を占領、孤立したエリオはポルトガルに繰り返し助けを求めた。副王領の残りの地域はすでにポルトガルを支持しており、スペインのパラグアイ総督ベルナルド・デ・ベラスコはポルトガル軍の派遣を求め、マンディソビという小さな町（現アルゼンチン領フェデラシオン）も同様の要請をした。ベラスコはポルトガルのリオグランデ・ド・スル総督ディオゴ・デ・ソウザ准将（後のリオ・パルド伯爵）にブエノスアイレスへの連合攻撃（エリオも後に参加）を提案した。ベラスコは誠意を示すためにディオゴ・デ・ソウザをミシオネス総督に任命、一方行政自体はパラグアイからの代表であるフルヘンシオ・イェグロス中佐が担当した。スペインのパラグアイ総督は同時にポルトガル軍にコリエンテスのインテンデンシア領であるコリエンテスとクルス・クアティアの占領を求めた。
援助の要請にもかかわらず、ポルトガルは援軍を送らず、代わりにディオゴ・デ・ソウザ率いる軍勢をバンダ・オリエンタルの国境に終結させた。ポルトガルに助けを求めたスペイン人たちはディオゴ・デ・ソウザがすでに摂政王太子ジョアンの計画を受けてバンダ・オリエンタルの征服を準備していたことに気付かなかったのであった。ジョアンはサクラメントを含むバンダ・オリエンタル全体を奪回しようとした。彼の目標の達成は現実的であったが、バンダ・オリエンタルの住民がポルトガルの統治を歓迎する可能性が少なかった。ポルトガル人ははじめてラプラタ川を発見したヨーロッパ人であり、バンダ・オリエンタルにはじめて集落を建設したヨーロッパ人でもあったが、この時期にはほとんどの発展がスペイン人の手によるものとなっていた。スペイン人がウルグアイの形成期で果たした役割により、ウルグアイは現代ではイスパノアメリカの一部とみなされ、ポルトガルとブラジルの貢献はしばしば軽視されるか、無視された。

## ポルトガルによる侵攻

### メロ占領
ポルトガルはリオグランデ・ド・スルとバンダ・オリエンタルの国境に2個師団を配置した。そのうちマヌエル・マルケス・デ・ソウザ率いる1個師団はバジェの山々に軍営を設けた。この師団はリオ・グランデからの歩兵1個大隊、軽騎兵2個大隊、サンパウロ軍団からの民兵で騎兵4個大隊、リオ・グランデからの騎馬民兵1個大隊で構成された。もう1個の師団はイビラプイタン川岸にあるサン・ディオゴ軍営（São Diogo）に駐留、指揮官はジョアキン・シャヴィエル・クラド元帥（後のサン・ジョアン・ダス・ドゥアス・バラス伯爵）とした。この師団は歩兵2個大隊、サン・パウロ軍団の騎馬砲兵2個大隊、竜騎兵1個連隊、リオ・パルドからの騎馬民兵1個大隊、グアラニー族槍騎兵1個中隊で構成された。2個師団の総指揮官は元帥に昇進したディオゴ・デ・ソウザであり、総勢3千人の「バンダ・オリエンタル平和維持軍」となった。この軍勢はポルトガル生まれのディオゴ・デ・ソウザを除いて全員ブラジル人だった。
1811年4月、クラドの師団はサン・ディオゴ軍営を離れてマルケス・デ・ソウザの師団と合流した。6月9日、ベラスコがクーデターで失脚、逮捕されたため、ポルトガルは味方を1人失った。クーデターは結果的には孤立主義者ホセ・ガスパル・ロドリゲス・デ・フランシアの独裁政権を生み出した。この損失は数日後にブエノスアイレスによる北西のアルト・ペルーへの第一次遠征がウアキの戦いで王党派軍勢に敗れて撤退したことで補われた。7月17日、平和維持軍はモンテビデオへの進軍を開始した。ディオゴ・デ・ソウザは進軍しつつ、バンダ・オリエンタルのポルトガル話者に従軍を呼び掛けた。
一方、スペインのホアキン・デ・パス中佐（Joaquin de Paz）はバンダ・オリエンタルのメロで軍を指揮していたが、彼はメロの住民を追い出して村を焼くとの命令を受けた。パスは命令に従いたくなかったため、ディオゴ・デ・ソウザに手紙を書き、ポルトガル軍を駐留させることで破壊命令が執行できないようにした。マルケス・デ・ソウザは軽騎兵2個大隊と竜騎兵2個大隊をメロに派遣した。派遣軍は7月23日に国境を越え、同日にメロに到着した。平和維持軍の本軍は3日後に到着した。ディオゴ・デ・ソウザは道中にスペインの前哨地を占領するための小部隊を派遣した。補給の不足と冬の天候によりポルトガル軍の進軍は遅く、厳寒により多くの兵士が死亡、病気になった兵士も数多くいた。ポルトガル軍の兵站には馬6千頭、牛1,500頭、台車140台が必要だったが、実際に提供されたのは半分以下だった。

### 北西部への侵攻

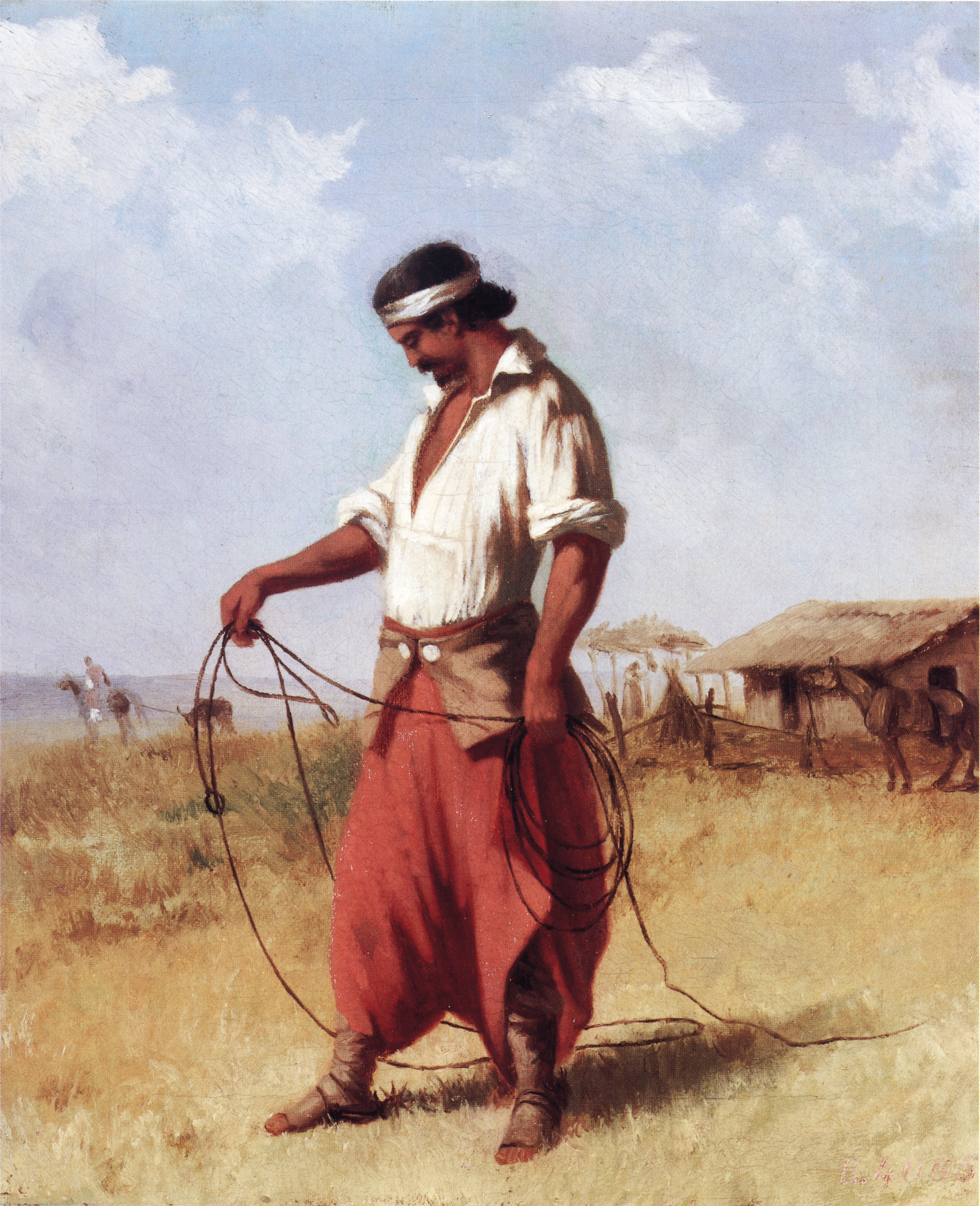
バンダ・オリエンタルのガウチョ

ポルトガルはさらにマヌエル・ドス・サントス・ペドロソ少佐率いる軍勢をバンダ・オリエンタルに派遣した。8月7日、ペドロソはクアライ川のサン・シャビエル（São Xavier）で軍営を設けた。彼は国境を越えて、17日にバンダ・オリエンタル北西部のベレンを占領した。25日、ペドロソはジョアキン・フェリクス・ダ・フォンセカ大尉にウルグアイ川対岸のマンディソビの占領を命じた。さらにベント・マヌエル・リベイロ率いる騎馬民兵60人にパイサンドゥー攻撃を命じた。30日、ベント・マヌエルはパイサンドゥーを守備していた180から200人の反乱軍を撃破して、同町を占領した。9月2日、ダ・フォンセカ率いる16人はクルス・クアティアから進軍してきたイスパノアメリカ人兵士120人を迎撃して勝利した。

### 停戦
マルケス・デ・ソウザ率いる騎兵300人は南東のサンタ・テレサ砦に進軍した。この砦はポルトガル人が建てたが、スペインの手に落ちて久しく、守備軍の軍力は350人と大砲4門だった。しかし、9月5日にマルケス・デ・ソウザが到着するときには守備軍がすでに引き上げており、要塞周辺の家屋が放火され、地雷が配置され、市民も追放された後だった。マルケス・デ・ソウザは自軍を小隊に分けて追撃を命じ、ロチャ、カスティーリョス・グランデなどでバンダ・オリエンタル人を捕虜にしたり、馬を数百頭奪ったりした。
しばらくして、平和維持軍がサンタ・テレサに到着した。短期間滞在したのち10月3日に出発したが、ディオゴ・デ・ソウザは出発の前に225から250人、大砲7門、臼砲2門、榴弾砲1門を守備のために残した。ディオゴ・デ・ソウザは10月21日にはさしたる抵抗に遭わないままマルドナドに到着した。
モンテビデオ港に興味を持っていたイギリスからの圧力を受け、さらにポルトガル軍に追い詰められたエリオは10月20日に停戦協定を締結した。停戦協定によりアルティーガスはサルトに、ロンデアウはブエノスアイレスに戻った。アルティーガスを追撃していたペドロソはアラペイに退いた。このとき、ディオゴ・デ・ソウザはすでにモンテビデオ近郊まで進軍したため、この報せに仰天した。

## 戦闘の再開と終結
1812年、ディオゴ・デ・ソウザは16歳から40歳までのリオグランデ人を軍に徴集して再度攻撃を開始、5月2日にパイサンドゥーに入城した。ベント・マヌエルがヤペユを攻撃した一方、フランシスコ・ダス・シャガス・サントス大佐率いる民兵300人はサント・トメを破壊、ジョゼ・デ・アブレウ大尉の軍勢はアルティーガスのグアラニー族後衛を撃破した。
しかし、リオ・デ・ラ・プラタ連合州は再びモンテビデオを包囲しようとしており、背後を固める必要があったため、イギリスの仲介に頼って5月26日にポルトガルと講和、エレーラ＝ハデマーケル条約を締結した。
6月10日、ディオゴ・デ・ソウザは戦闘終結の命令を受けてバジェに戻り、民兵隊の動員を解除して戦役を終結させた。
1816年、ポルトガルは再びバンダ・オリエンタルに侵攻、今度は併合に成功した。